# Isaac Barrett Poznanski
Isaac Barrett Poznanski (Charleston, Virgínia de l'Oest, EUA, 11 de desembre de 1840 - Londres, Regne Unit, 24 de juny de 1896) fou un violinista i compositor estatunidenc.
Deixeble de Pietro Basvecchi, a l'edat de vuit anys ja donà alguns concerts. El 1856 anà a París a estudiar amb Vieuxtemps, dedicant-se poc temps després a donar concerts arreu d'Europa. Va romandre un cert temps a Nova York donant concerts i lliçons a diversos alumnes entre ells el cubà Díaz Albertini.
Publicà algunes obres didàctiques en anglès i alemany vers la seva especialitat.